# Gisela Krebs
Gisela Rose Marie Krebs (* 21. Februar 1932 in Hildesheim; † 6. März 2023 in Bensberg) war eine deutsche Ökonomin und Hochschullehrerin.

## Leben
Gisela Krebs wuchs als einzige Tochter in zweiter Ehe eines Arztes in Hildesheim auf. Sie wurde auf Anraten ihres Vaters 1937 zu ihrem Bruder Hans Adolf Krebs nach England geschickt. Im Sommer 1939 war sie wieder in Deutschland und konnte aufgrund ihrer jüdischen Wurzeln nur mit Mühe nach England zurückkehren. Sie studierte nach 1945 Wirtschaftswissenschaften. Sie wurde 1977 an der Universität Siegen im Fachbereich Wirtschafts- und Sozialwissenschaften mit der Dissertation Rechtsnatur und Haftung von Vorgesellschaften. Eine dogmatische Untersuchung unter besonderer Berücksichtigung von landwirtschaftlichen Zusammenschlüssen promoviert. Später lebte sie in Israel, ging aber als Professorin für Finanzwesen nach Köln an die damalige Fachhochschule Köln (heute Technische Hochschule) zurück.